# Лобуренко Євген Іванович
Євге́н Іва́нович Лобуре́нко (2 березня 1928 , Київ  — 15 січня 1997 , Київ ) — український альтист, заслужений діяч мистецтв УРСР. Закінчив 1953 Київську консерваторію (у З. Дашака та С. Вакса), її викладач — з 1965, професор — 1993.

## З життєпису
В 1953—1964 — соліст оркестру оперної студії Київської консерваторії.
Протягом 1964—1988 — в апараті Міністерства культури УРСР; укладач ряду збірних скрипкових ансамблів для музичних навчальних закладів.
З 1993 року — професор.
Видрукувані його збірки:
- «Скрипкові ансамблі» (як редактор-складальник) — Київ, 1980;
- «Салют над Вітчизною» (збірник пісень — для співання соло, ансамблем та хором; із супроводом флейти) (як упорядник), Київ, 1990.

Серед його вихованців — альтисти В. Барабанов, С.Ковальчук, В. Петряков.